# Мазунино (Удмуртия)
Мазу́нино — село в Сарапульском районе Удмуртии, административный центр сельского поселения Мазунинское.

## География
Село располагается в юго-восточной части Удмуртии на реке Мулёвка, в 3,5 км от правого берега Камы, в 75 км к юго-востоку от города Ижевска, в 20 км от Сарапула и в 10 км к северо-западу от села Тарасово.
Мазунинский могильник на правом берегу Камы в 2 км к западу от села Мазунино дал название мазунинской культуре.

## Население
| 2010 | 2012 |
| ---- | ---- |
| 912  | ↘910 |

Национальный состав
Согласно результатам переписи 2002 года, в национальной структуре населения русские составляли 87% из 897 человек.

## История

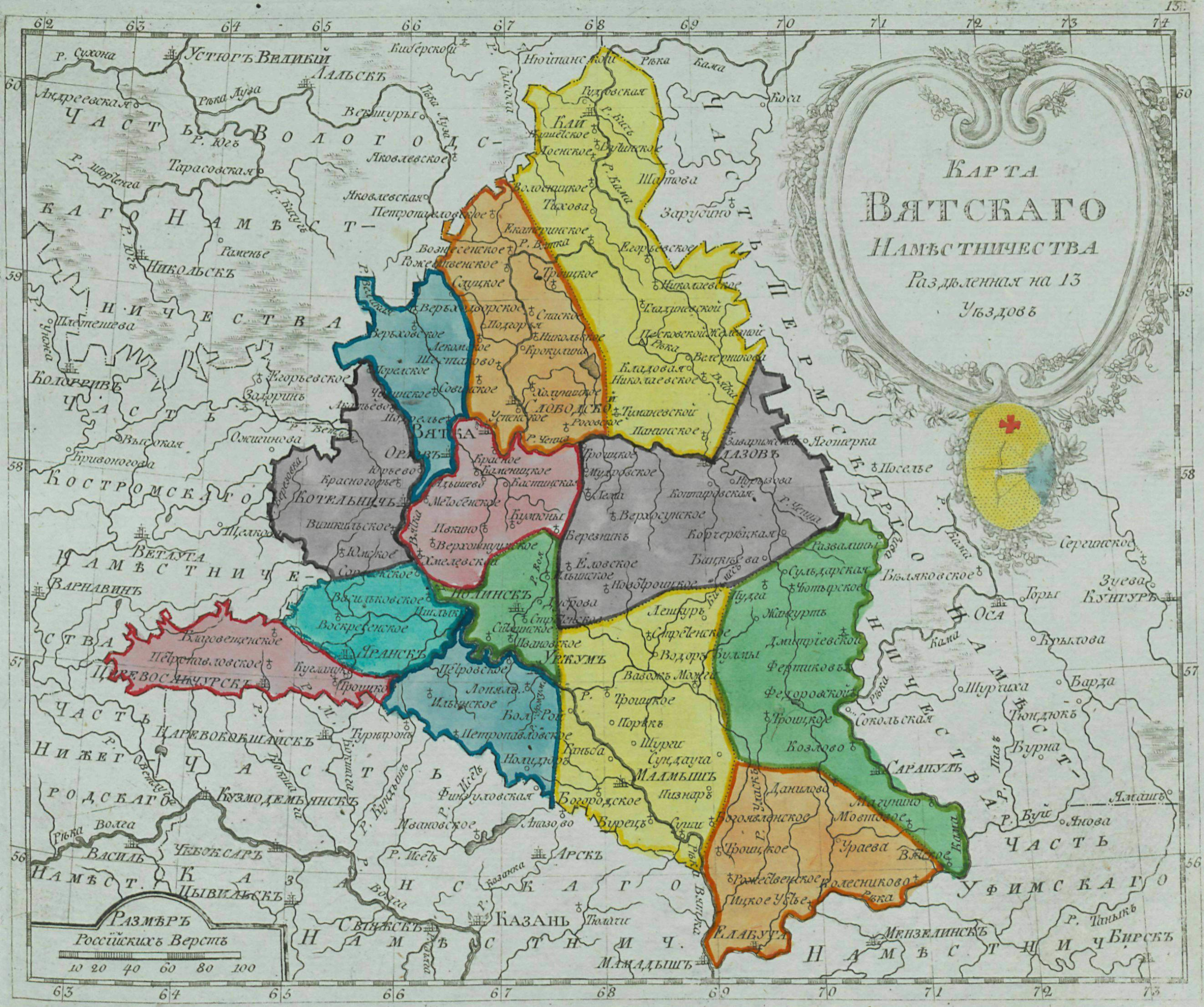
Село Мазунино на карте Вятского наместничества (1792 год).

В письменных источниках деревня Мазунина впервые упоминается в Переписной книге 1701 года, составленной «по наказу стольника и воеводы» Никиты Алферьевича Кудрявцева. С 1780 года — село в Сарапульском уезде Вятского наместничества (с 1796 года — Вятской губернии).
С 2006 года Мазунино является административным центром муниципального образования «Мазунинское».

## Религия
В начале XVIII века в располагавшемся поблизости от деревни Мазунина селе Момылево была построена Преображенская церковь. Когда крестьяне Момылево из-за неудобства жительства переехали в Мазунино, по указу Казанской духовной консистории от 12 декабря 1743 года в Мазунино был образован самостоятельный приход с построением деревянной Преображенской церкви. После завершения строительства церкви в Мазунино церковь в селе Момылево была сожжена.
19 марта 1773 года Казанская духовная консистория вместо деревянной церкви решила возвести каменный храм. В результате, в 1782—1795 годах была сооружена каменная Преображенская церковь. В 1814 году на средства прихожан началось строительство новой каменной церкви с тремя престолами: главный престол освящен 28 мая 1846 года, правый — 18 января 1821 года (во имя Казанской иконы Божьей Матери), левый — 17 января 1835 года (в честь Святого Афанасия и Кирилла Александрийских).
В 1889 году в приходе кроме села Мазунино числились деревни Фертики, Кутмесь, Ежёва, Сарапкина, Орешники, Лысова, Межная, Соколовка, и починки Ончуров, Большой Хлыстов, Чёрный Ельник.
1 сентября 1898 года при церкви была открыта церковно-приходская школа.
В 1941 году Преображенская церковь была закрыта. Впоследствии помещение церкви использовалась под зерновой склад.

## Топографические карты
- Лист карты O-40-133. Масштаб: 1 : 100 000. Состояние местности на 1982 год. Издание 1983 г.